# Jesion przy Carskiej Tropinie
Jesion przy Carskiej Tropinie – pomnikowy jesion wyniosły rosnący w Puszczy Białowieskiej, aktualnie najpotężniejszy jesion w zagospodarowanej części Puszczy Białowieskiej. Od roku 2002 drzewo jest martwe. Pień drzewa ma nieregularny kształt, korona jest zwarta. Miejsce, w którym rośnie, w 1996 roku włączone zostało do Białowieskiego Parku Narodowego.
Jest najpotężniejszym i najbardziej okazałym jesionem Puszczy Białowieskiej, o obwodzie pnia 510 centymetrów na wysokości 130 cm od postawy (w 2008 roku). Wysokość drzewa wynosi 37 metrów (pomiar dokonany został dalmierzem laserowym w roku 2008).
Wiek drzewa szacowany jest na około 250 lat.
Jesion wymieniony został w książce J. B. Falińskiego „Park Narodowy w Puszczy Białowieskiej”.
Konary drzewa oraz pień stopniowo tracą korę.